# Cearinus corniger
Genre
Synonymes
- Nemoribalta Mello-Leitão, 1941

Espèce
Synonymes
- Nemoribalta plana Mello-Leitão, 1941

Cearinus corniger, unique représentant du genre Cearinus, est une espèce d'opilions laniatores de la famille des Gonyleptidae.

## Distribution
Cette espèce est endémique du Brésil. Elle se rencontre au Ceará et au Pará.

## Description
Le mâle holotype mesure 9 mm.

## Publication originale
- Roewer, 1929 : « Weitere Weberknechte III. (3. Ergänzung der: "Weberknechte der Erde", 1923). » Abhandlungen der Naturwissenschaftlichen Verein zu Bremen, vol. 27, p. 179–284.